# John Leffler
Carl Johan "John" Laurens Leffler,  född 27 december 1825 i Göteborg, död 2 januari 1908 i Sheffield, var en svensk ingenjör och metallurg; kusin till Niklas Robert Leffler.
Leffler ledde 1857 vid Dormsjö bruk de första försöken i Sverige med bessemermetoden samt byggde samma år vid Edskens masugn efter Henry Bessemers ritningar den ugn, som sedermera utvecklades och fullkomnades av Göran Fredrik Göransson. Under senare delen av sitt liv var Leffler verksam i Sheffield som agent för svenskt järn.